# Batalla de La Angostura (1899)
La Batalla de La Angostura tuvo lugar el 8 de noviembre de 1899 en las inmediaciones de La Angostura, en el estado de Sonora, México, entre elementos del Ejército Mexicano, y elementos del ejército yaqui durante la Guerra del Yaqui. Muchos de los prisioneros capturados fueron deportados a Yucatán. 